# Palmer
För andra betydelser, se Palmer (olika betydelser).
Palmer (Arecaceae, tidigare Palmae) är en familj enhjärtbladiga växter och den enda familjen i ordningen Arecales. Det finns drygt 200 kända släkten med sammanlagt omkring 2 600 arter av palmer. Typsläktet för palmerna är arekapalmssläktet (Areca). Andra allmänt kända är kokospalmssläktet (Cocos) och dadelpalmssläktet (Phoenix). Av arterna i släktet oljepalmssläktet (Elaeis) utvinns palmolja. Vissa palmer odlas för sin palmmärg och palmsav kan jäsas till palmvin. 
De flesta palmarterna är träd, men det finns även några lianer och buskar. Palmer, liksom andra enhjärtbladiga träd får oftast få och stora blad i toppen av stammen, som vanligen är ogrenad (se palmtyp). Nya blad är hela, men de slitsas mer eller mindre djupt med tiden så att de fullt utvecklade bladen blir fjäderlikt eller fingerlikt förgrenade. Blomställningen utgörs av en ofta mycket stor, grenig kolv, som vanligen är sidoställd. Undantagsvis, såsom hos sagopalmerna, kan den sitta i stammens topp. Blomkolven är före utsprickningen innesluten i ett ofta vedhårt, båtformat hölster. Blommorna är i regel mycket talrika och nästan alltid enkönade. De har sex oansenliga kalkblad i två kransar samt sex ståndare och tre pistiller, som kan vara fria eller sammanvuxna. Frukten är oftast ett bär med endast ett frö eller en stenfrukt.
Mycket få av palmerna tål kyla och därför förekommer de som vildväxande nästan enbart i världens tropiska och subtropiska områden. De härdigaste palmsläktena är Trachycarpus, som härstammar från östra Asien och Rhapidophyllum från sydöstra USA. I södra Europa finns två inhemska palmarter: europeisk dvärgpalm (Chamaerops humilis) som är vanligast i Portugal, Spanien, Frankrike, Italien och på Malta samt Phoenix theophrastii som förekommer på Kreta och i södra Turkiet. 
De äldsta kända palmfossilen är från krita för ungefär 70 till 80 miljoner år sedan. Detta innebär att palmerna är en av de äldsta gömfröväxtfamiljerna.  

## Systematik
Enligt olika genetiska studier från början av 2000-talet delas familjen palmer i fem underfamiljer. Indelningen bekräftades i den nyaste studien av Baker och Dransfield från 2016 men fördelningen av underfamiljernas släkten förändrades något. Underfamiljerna är:
- Calamoideae
- Coryphoideae
- Nypoideae
- Ceroxyloideae
- Arecoideae

Dessa delas i sin tur in i ytterligare undergrupper, tribus.

## Palmer som symbol
Palmer har sedan mycket länge setts som en sinnebild av segern. Greker och romare gav en palmgren, "segerpalmen", till dem som segrat i olika tävlingar och kappkörningar. I konstframställningar från den äldsta kristna tiden förekommer också palmen bredvid Kristus för att symbolisera honom som den som övervunnit döden. Därigenom blev palmen, liksom fågel Fenix (grekiskans phoinix betyder även palm) en sinnebild av uppståndelsen eller odödligheten. Senare blev palmgrenen även martyrdödens symbol, eftersom död och seger blev samma sak för en kristen. Palmen är även ett vanligt attribut för änglarna. 
Carl von Linné kallade palmerna för Principes, "växtvärldens furstar", eftersom de enligt honom hade ett majestätiskt utseende och var till utomordentlig nytta för mänskligheten. 
Staden Trelleborg har sedan 1984 under sommarhalvåret satt ut palmer längs infartsvägarna. I marknadsföringen används detta som ett exempel på "palmernas stad" för att anspela på stadens sydliga läge som Sveriges sydligaste stad. Vintertid är palmerna inne i ett växthus. Tidningen Trelleborgs Allehanda använder en palm som symbol för tidningen.

## Odling och härdighet i Skandinavien
Många palmer kan faktiskt odlas i Skandinavien, men man måste i de flesta fall vidta några enkla åtgärder.
Palmer bör planteras i en väldränerad sand-/jordblandning. Rotsystemet gillar inte att stå i vatten och under vintern riskerar man att det skadas av tjälen.
På vintern bör man täcka marken runt stammen (minst 1 meter) med ett tjockt lager (20–30 cm) löv eller granris. Bladen bör också tas om hand så att man minimerar risken för frostskador. Man binder upp bladen och virar in dem med ett tjockt lager fiberduk. Detta bör man göra vid -5 till -10 grader Celsius, beroende på just plantans bristande köldhärdighet.
Tabellen nedan är ordnad med de härdigaste arterna överst och sedan gradvis fallande härdighet nedåt. Svenska namn är hämtade från Svensk Kulturväxtdatabas (SKUD) augusti 2014. Vänsterklick på miniatyrbilden ger förstoring.
|                          |                                                 |                   |      |
| Vetenskapligt namn       | Svenskt namn                                    | Lägsta temperatur | Bild |
| Rhapidophyllum hystrix   | Nålpalm Blå palmetto                            | ‒28               |      |
| Sabal minor              | Buskpalmetto                                    | ‒20               |      |
| Trachycarpus takil       | saknar svenskt namn                             | -20               |      |
| Serenoa repens           | Sågpalmetto Sabal Sågpalm                       | -20               |      |
| Trachycarpus wagnerianus | saknar svenskt namn                             | ‒19               |      |
| Trachycarpus fortunei    | Väderkvarnspalm Chusanpalm Kinesisk hamppalm    | ‒17               |      |
| Chamaerops humilis       | Dvärgpalm Europeisk dvärgpalm Litet palmträd    | ‒17               |      |
| Trachycarpus martianus   | saknar svenskt namn                             | ‒17               |      |
| Sabal etonia             | (saknas i SKUD)                                 | ‒15               |      |
| Sabal palmetto           | Palmetto Palmettopalm                           | ‒15               |      |
| Trithrinax campestris    | saknar svenskt namn                             | ‒13               |      |
| Butia capitata           | Butiapalm Blå butiapalm                         | ‒13               |      |
| Washingtonia filifera    | Trådpalm Prästpalm                              | ‒13               |      |
| Chamaedorea radicalis    | saknar svenskt namn                             | ‒13               |      |
| Trithrinax brasiliensis  | saknar svenskt namn                             | —12               |      |
| Brahea armata            | Blåpalm Blå mexikopalm Mexikansk blåpalm        | ‒12               |      |
| Trithrinax acanthocoma   | saknar svenskt namn                             | ‒12               |      |
| Livistona australis      | saknar svenskt namn                             | ‒12               |      |
| Livistona chinensis      | Kinesisk solfjäderspalm                         | ‒12               |      |
| Livistona decipiens      | (saknas i SKUD)                                 | ‒12               |      |
| Phoenix dactylifera      | Dadelpalm                                       | ‒12               |      |
| Acrocomia totai          | (saknas i SKUD)                                 | ‒11               |      |
| Sabal causiarum          | (saknas i SKUD)                                 | ‒11               |      |
| Sabal blackburuca        | (saknas i SKUD)                                 | ‒10               |      |
| Arenga engleri           | (saknas i SKUD)                                 | ‒9                |      |
| Phoenix canariensis      | Kanariepalm                                     | ‒9                |      |
| Acoelorraphe wrightii    | (saknas i SKUD)                                 | ‒9                |      |
| Washingtonia robusta     | Robustapalm                                     | ‒8                |      |
| Syagrus romanzoffiana    | Drottningpalm                                   | ‒8                |      |
| Copernicia alba          | (saknas i SKUD)                                 | ‒8                |      |
| Jubaea chilensis         | Honungspalm Chilensk kokospalm Chilensk vinpalm | ‒8                |      |
| Rhapis excelsa           | Buskpalm                                        | ‒8                |      |
| Livistona saribus        | saknar svenskt namn                             | ‒8                |      |
| Phoenix reclinata        | saknar svenskt namn                             | ‒7                |      |
| Corypha elata            | saknar svenskt namn                             | -7                |      |
| Hyphaene dichotoma       | (saknas i SKUD)                                 | ‒7                |      |
| Bismarkia noblis         | (saknas i SKUD)                                 | ‒5                |      |
| Dypsis decaryi           | Trekantspalm                                    | ‒4                |      |